# 丘沢静也
丘沢 静也（おかざわ しずや、1947年10月17日 - ）は、日本のドイツ文学者、翻訳家。首都大学東京名誉教授。

## 略歴
兵庫県神戸市生まれ。東京大学文学部卒、同大学院修士課程修了、東京大学助手、立教大学専任講師、旧・東京都立大学助教授をへて教授。
エンデ、エンツェンスベルガー、カフカ、ニーチェ、ルートヴィヒ・ウィトゲンシュタインなどを翻訳し、自分でも、マンネリズムやがんばらないスポーツの醍醐味を伝えるエッセイを書く。

## 著書
- 『コンテキスト感覚』（筑摩書房、水星文庫） 1985
- 『からだの教養』（晶文社） 1989
- 『からだの知恵こころの筋肉 泳ぐ・走る・考える』（岩波書店） 1990
- 『マンネリズムのすすめ』（平凡社新書） 1999
- 『下り坂では後ろ向きに - 静かなスポーツのすすめ』（岩波書店） 2012
- 『恋愛の授業 恋は傷つく絶好のチャンス。めざせ10連敗!』（講談社、選書メチエ） 2023

## 翻訳
- 『だれが、いばら姫を起こしたのか グリム童話をひっかきまわす』（イーリング・フェッチャー、筑摩書房） 1984年／ちくま文庫 1991年
- 『大きなケストナーの本』（シルヴィア・リスト編、初見基共訳、マガジンハウス） 1995年
- 『<傷つきやすい子ども>という神話 トラウマを超えて』（ウルズラ・ヌーバー、岩波書店） 1997年／岩波現代文庫 2005年
- 『クマの名前は日曜日』（アクセル・ハッケ、岩波書店） 2002年
- 『とばりを降ろせ、愛の夜よ 20世紀ドイツ文学7人のパイオニア』（マルセル・ライヒ＝ラニツキ、岩波書店） 2004年
- 『飛ぶ教室』（ケストナー、光文社古典新訳文庫） 2006年
- 『寄宿生テルレスの混乱』（ムージル、光文社古典新訳文庫） 2008年
- 『「はてしない物語」事典』（ローマン＆パトリック・ホッケ、荻原耕平共訳、岩波書店） 2012年
- 『ファビアン　あるモラリストの物語』（ケストナー、みすず書房） 2014年
- 『暦物語』（ブレヒト、光文社古典新訳文庫） 2016年
- 『チャンドス卿の手紙 / アンドレアス』（ホーフマンスタール、光文社古典新訳文庫） 2018年
- 『ルイ・ボナパルトのブリュメール18日』（カール・マルクス、講談社学術文庫） 2020年4月
- 『賢者ナータン』（レッシング、光文社古典新訳文庫） 2020年11月
- 『永遠の平和のために』（イマヌエル・カント、講談社学術文庫） 2022年1月

### ヴァルター・ベンヤミン
- 『都市の肖像』（ヴァルター・ベンヤミン、藤川芳朗・柴田翔共訳、「著作集11」晶文社） 1975年
- 『教育としての遊び』（ヴァルター・ベンヤミン、晶文社） 1981年
- 『ドイツの人びと』（ベンヤミン、晶文社） 1984年

### ルートヴィヒ・ヴィトゲンシュタイン
- 『反哲学的断章』（ルートヴィヒ・ヴィトゲンシュタイン、青土社） 1982年
- 『哲学探究』（ヴィトゲンシュタイン、岩波書店） 2013年
- 『論理哲学論考』（ヴィトゲンシュタイン、光文社古典新訳文庫） 2014年
- 『小学生のための正書法辞典』（ヴィトゲンシュタイン、萩原耕平共訳、講談社学術文庫） 2018年

### ミヒャエル・エンデ
- 『オリーブの森で語りあう ファンタジー・文化・政治』（ミヒャエル・エンデ、岩波書店） 1984年、のち同時代ライブラリー、のち「全集」岩波書店（以下も）
- 『鏡のなかの鏡 迷宮』（ミヒャエル・エンデ、岩波書店） 1985年、のち同時代ライブラリー、岩波現代文庫 2001年
- 『遺産相続ゲーム 五幕の悲喜劇』（ミヒャエル・エンデ、岩波書店） 1986年、のち同時代ライブラリー、岩波現代文庫 2008年
- 『夢のボロ市 真夜中に小声でうたう』（ミヒャエル・エンデ、岩波書店） 1987年
- 『闇の考古学 画家エドガー・エンデを語る』（エンデ, イェルク・クリッヒバウム、岩波書店） 1988年
- 『ミヒャエル・エンデのスナーク狩り L・キャロルの原詩による変奏』（岩波書店） 1989年
- 『芸術と政治をめぐる対話』（ミヒャエル・エンデ, ヨーゼフ・ボイス、岩波書店） 1992年
- 『M・エンデが読んだ本』（エンデ編、岩波書店） 1996年

### ハンス・マグヌス・エンツェンスベルガー
- 『数の悪魔 算数・数学が楽しくなる12夜』（ハンス・マグヌス・エンツェンスベルガー、晶文社） 1998年
- 『ロバートは歴史の天使』（エンツェンスベルガー、晶文社） 2001年
- 『がんこなハマーシュタイン ヒトラーに屈しなかった将軍』（エンツェンスベルガー、晶文社） 2009年
- 『お金の悪魔 フェおばさんの経済学レクチャー』（エンツェンスベルガー、小野寺舞共訳、晶文社） 2017年

### フランツ・カフカ
- 『変身・掟の前で、判決、アカデミーで報告する』（カフカ、光文社古典新訳文庫） 2007年
- 『訴訟』（カフカ、光文社古典新訳文庫） 2009年
- 『田舎医者 / 断食芸人 / 流刑地で』（カフカ、光文社古典新訳文庫） 2022年7月
- 『城』（カフカ、光文社古典新訳文庫） 2024年11月
- 『ブレシアの飛行機 / バケツの騎士』（カフカ、光文社古典新訳文庫） 2025年10月

### フリードリヒ・ニーチェ
- 『ツァラトゥストラ』上・下（ニーチェ、光文社古典新訳文庫） 2010年 - 2011年
- 『この人を見よ』（ニーチェ、光文社古典新訳文庫） 2016年
- 『善悪の彼岸』（ニーチェ、講談社学術文庫） 2024年10月